# Автошлях E751
Європейський маршрут E751 або E751, як визначено в Декларації про будівництво магістральних міжнародних транспортних магістралей 1975 року та наступних документах, які внесли зміни до договору, є європейським автомобільним маршрутом класу B, що розгалужується на схід-захід. Маршрут бере свій початок у Рієці, Хорватія, де він відділяється від європейського маршруту E61 перед тим, як пройти через розв'язку Канфанар, маршрут з'єднує Пулу, Ровінь, Пореч і Умаг у Хорватії з Копером у Словенії. Маршрут забезпечує високоефективне дорожнє сполучення в Істрії та Словенському узбережжі. На відміну від більшості маршрутів, E751 пролягає на розв’язці Канфанар і має три рукави, кожен з яких тягнеться до Рієки, Пули та Копера. Загальна довжина маршруту з усіма відгалуженнями становить 160 км.
E751 здебільшого складається з автомагістралей, але значні ділянки є або швидкісними, або двосмуговими дорогами з перехрестями в одному рівні. Усі ділянки автомагістралі E751 є платними за допомогою електронних систем збору плати (ETC) і квиткових систем. З 1980-х років E751 поступово модернізували зі звичайної двосмугової дороги до стандартів автомагістралі, і подальші оновлення все ще проводяться або плануються в деяких районах, зокрема на ділянці Рієка–Канфанар і на ділянці, розташованій у Словенії. Основна частина E751 складається з доріг Істрія Y, якими керує BINA Istra. Частиною маршруту в Словенії керує Словенське агентство доріг, що є частиною уряду Словенії.

## Опис маршруту

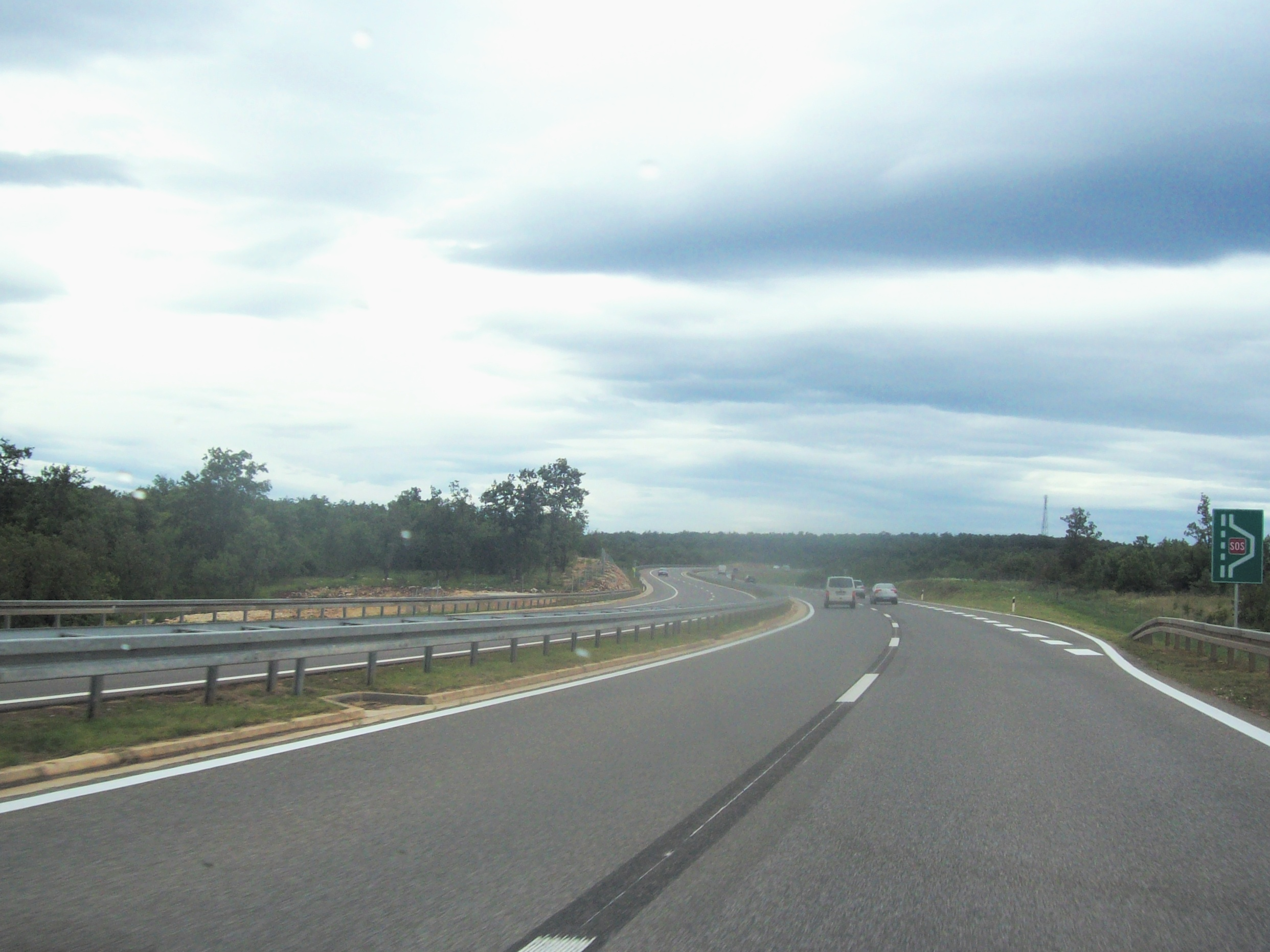
E751 як хорватська автострада A9

E751 простягається на 160 кілометрів в довжину, та є частиною міжнародної мережі доріг E, з’єднує хорватську та словенську узбережжя Адріатики в околицях міста Рієка, Істрію та Словенське узбережжя. Цей європейський маршрут є розгалуженням дороги класу B, що складається здебільшого з автомагістралей і швидкісних доріг, а також двосмугових доріг із перехрестями в одному рівні. Він відділяється від європейського маршруту E61 на розв'язці Матульї хорватських автомагістралей A7 і A8 і слідує за маршрутом автостради A8. Оскільки ділянки A8 на схід від розв’язки Rogovići все ще незавершені та не мають другої проїзної частини, вони складаються з двосмугових доріг з обмеженим під’їздом із розділеними рівнями розв’язок (за винятком перехрестя Опатії) з державною дорогою D8, і вони мають рівень і регульовані світлофором. Коли A8 закінчується на розв’язці Канфанар, E751 перемикається на шестисмугову автомагістраль A9. На цьому перехресті E751 вказується в обох напрямках, слідуючи приблизно 30 км в довжину, що складається з доріг A9 і A8, до Пули та значно довшого північного рукава до Умага. A8 і A9 є найдовшими сегментами E751, разом 141 км. Слідуючи за північною кінцевою станцією автомагістралі A9 на розв’язці Умаг, E751 переходить на 0,6 км з’єднується з D510 і найпівнічніша ділянка державної дороги D21, що проходить до прикордонного переходу Каштел / Драгонья зі Словенією. За кордоном E751 слідує по дорозі G11 до міста Копер, де закінчується. Таким чином, на відміну від більшості маршрутів, E751 зосереджується на центральній розв’язці Канфанар і має три рукави, кожен з яких тягнеться до Рієки, Пули та Копера.

## Плата за проїзд

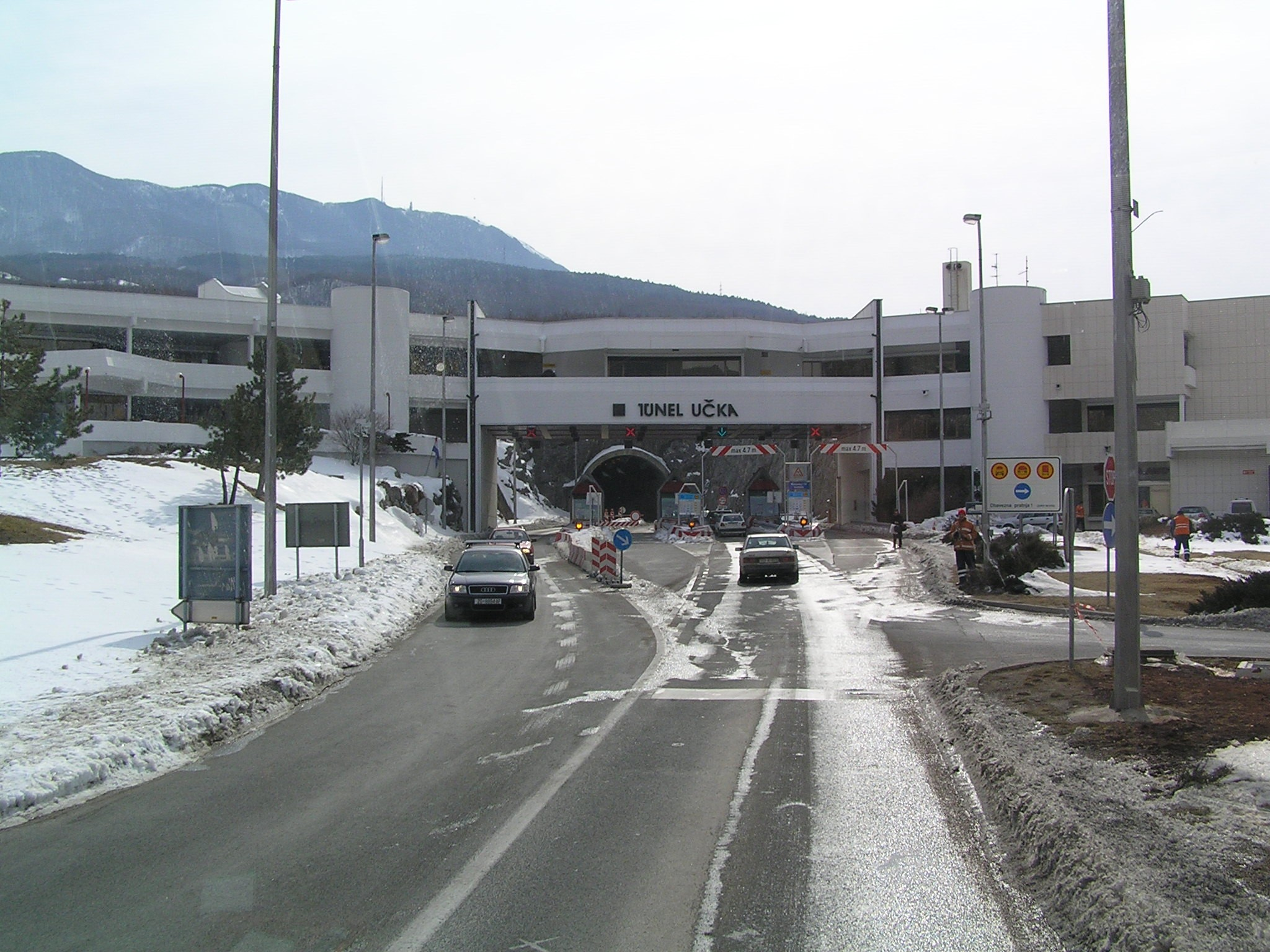
A8 Тунель Учка, західна платна станція

З червня 2011 року E751 включає хорватські платні автомагістралі A8 і A9 Істрійського Y. Плата за проїзд там базується на класифікації транспортних засобів у Хорватії з використанням закритої системи оплати. Плата за проїзд на автомагістралі A9 змінюється залежно від довжини маршруту та становить від 3,00 кун (0,40 євро) до 26,00 кун (3,51 євро) для легкових автомобілів і від 15,00 кун (2,02 євро) до 185,00 кун (25,00 євро) для вантажівки напівпричепи.  Попри те, що A8 також використовує систему квитків, користування дорогою є безкоштовним, за винятком транспортних засобів, які проїжджають через тунель Учка та ділянку Канфанар – Роговічі. Користувач повної довжини A8 стягує 36,00 кун (4,86 євро) для легкових автомобілів або до 205,00 кун (27,70 євро) для напівпричепів залежно від класифікації транспортного засобу в Хорватії. Системи продажу квитків, які використовуються на A9 і A8, уніфіковані; при переїзді між двома дорогами плата не стягується. Плата за проїзд сплачується в хорватських кунах або євро за допомогою основних кредитних карток, дебетових карток і ряду передплачених систем збору. Останній містить різні типи смарт-карт, виданих оператором автомагістралі, і ENC, електронну систему збору плати (ETC), яка використовується на більшості автомагістралей у Хорватії та надає водіям знижені тарифи на виділені смуги на платних пунктах.

## Історія

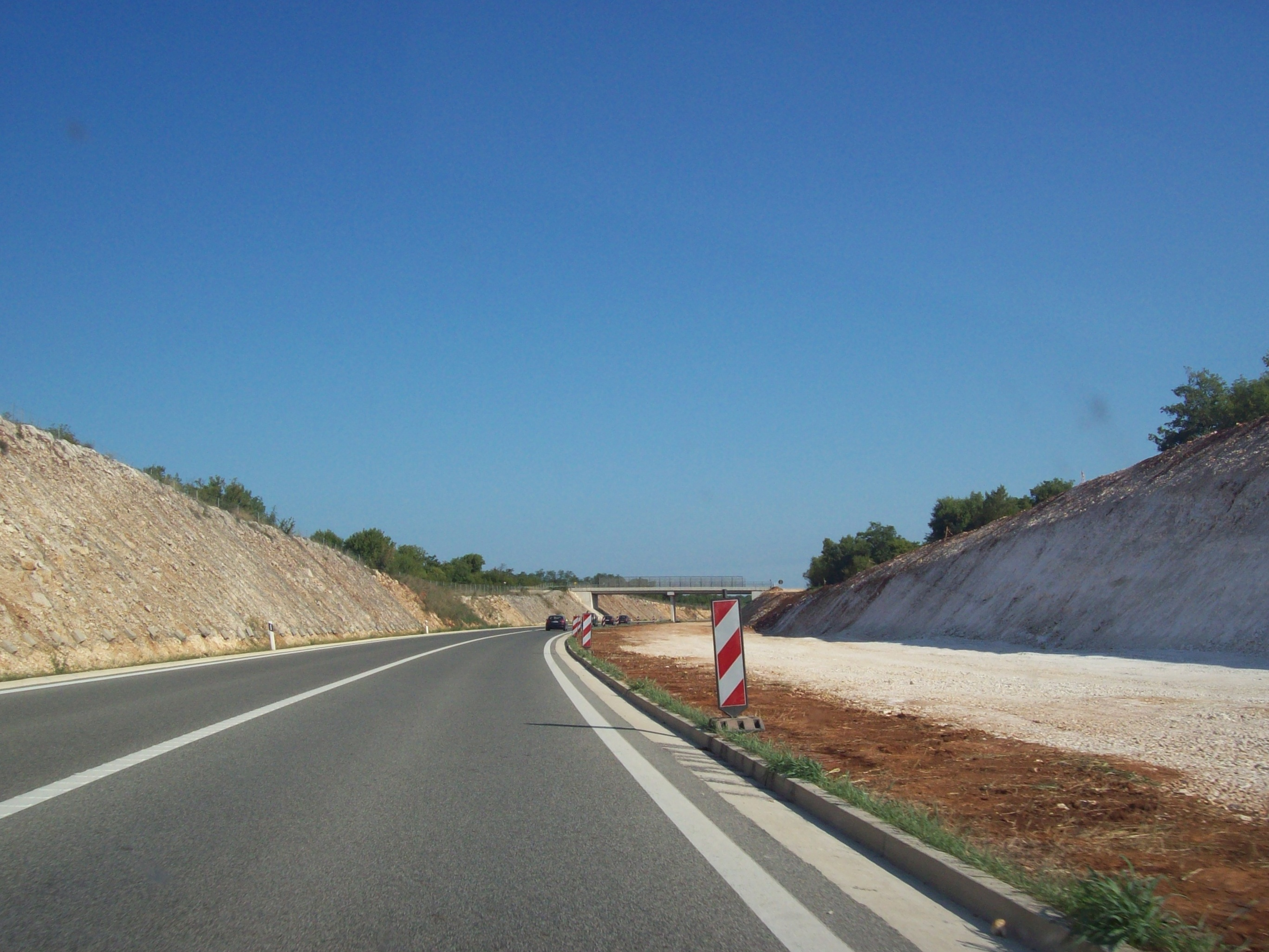
A9 під час її оновлення до шести смуг, 2009 рік

Європейська економічна комісія Організації Об’єднаних Націй була створена в 1947 році, і їх першим великим актом щодо вдосконалення транспорту була спільна декларація ООН під номером 1264. Підписана в Женеві 16 вересня 1950 року вона отримала назву Декларація про будівництво основних міжнародних транспортних артерій, яка визначила першу мережу доріг категорії E. Ця декларація кілька разів змінювалася до 15 листопада 1975 року, коли її замінила Європейська угода про основні міжнародні транспортні артерії (AGR), яка встановила систему нумерації маршрутів і вдосконалила стандарти для доріг у списку. AGR зазнав кілька змін, остання з яких, станом на 2011 рік, відбулася у 2008 році. Реорганізація мережі доріг E 1975 і 1983 років визначила дорогу E751 і віднесла її до маршруту Рієка–Пула–Копер.